# Maya Meschkuleit
Maya Meschkuleit, född den 28 juli 2001 i Vancouver, är en kanadensisk roddare.

## Karriär
Maya Meschkuleit var en del av Kanadas lag som tog silver i åtta med styrman vid olympiska sommarspelen 2024 i Paris.